# Katherine Moennig
Katherine Sian Moennig (Philadelphia, Pennsylvania, 1977. december 29. –) amerikai színésznő.

## Élete és pályafutása
1977. december 29-én született Philadelphiaban. Édesanyja, Mary Zahn Broadway-táncosnő, édesapja, William hegedűkészítő. Blythe Danner színésznő unokahúga, Gwyneth Paltrow unokatestvére.
18 évesen költözött New Yorkba, hogy az American Academy of Dramatic Arts intézetben tanuljon. Emellett elkezdett modellkedni, valamint színházban is játszott. Első jelentősebb szerepét 2000-ben, a Will és a haverok című tévésorozatban kapta, Ian Somerhalder mellett.
Az ismertséget azonban csak a 2004-es L című sorozat hozta meg számára, amelyben Shane McCutcheon szerepét alakította.

## Filmográfia

### Film
| Év   | Magyar cím      | Eredeti cím             | Szerep           | Megjegyzések |
| ---- | --------------- | ----------------------- | ---------------- | ------------ |
| 2000 |                 | The Ice People          | Wanja Kasczinsky | rövidfilm    |
| 2001 |                 | Slo-Mo                  | Raven            | rövidfilm    |
| 2001 | Örvény          | Love the Hard Way       | Debbie           |              |
| 2001 | Kikötői hírek   | The Shipping News       | Grace Moosup     |              |
| 2004 |                 | Invitation to a Suicide | Eva              |              |
| 2006 | Ízlésficam      | Art School Confidential | Candace          |              |
| 2009 | Mindenki megvan | Everybody's Fine        | Jilly            |              |
| 2010 |                 | Lez Chat                | sportos nő       | rövidfilm    |
| 2011 | Az igazság ára  | The Lincoln Lawyer      | Gloria           |              |
| 2012 | Elveszett       | Gone                    | Erica Lonsdale   |              |
| 2014 |                 | Default                 | Juliana          |              |
| 2016 |                 | My Dead Boyfriend       | Zoe              |              |
| 2017 |                 | Lane 1974               | Hallelujah       |              |

### Televízió
| Év        | Magyar cím                               | Eredeti cím                       | Szerep                  | Megjegyzések                                                |
| --------- | ---------------------------------------- | --------------------------------- | ----------------------- | ----------------------------------------------------------- |
| 2000      | Will és a haverok                        | Young Americans                   | Jacqueline "Jake" Pratt | főszereplő (8 epizód)                                       |
| 2001      | Esküdt ellenségek                        | Law & Order                       | Melissa Cobin           | 1 epizód                                                    |
| 2003      | Esküdt ellenségek: Különleges ügyosztály | Law & Order: Special Victims Unit | Cheryl Avery            | 1 epizód                                                    |
| 2004–2009 | L                                        | The L Word                        | Shane McCutcheon        | főszereplő (70 epizód)                                      |
| 2008      | CSI: Miami helyszínelők                  | CSI: Miami                        | Mary Landis             | 1 epizód                                                    |
| 2009–2010 | Doktor Donor (Három folyam)              | Three Rivers                      | Dr. Miranda Foster      | főszereplő (13 epizód)                                      |
| 2010      | Dexter                                   | Dexter                            | Michael Angelo          | 1 epizód                                                    |
| 2013–2019 | Ray Donovan                              | Ray Donovan                       | Lena Burnham            | főszereplő (65 epizód)                                      |
| 2019      |                                          | Grown-ish                         | Paige Hewson professzor | visszatérő szereplő (8 epizód)                              |
| 2019–2021 | L: A Q generáció                         | The L Word: Generation Q          | Shane McCutcheon        | - főszereplő (18 epizód) - magyar hangja: - Zsigmond Tamara |
| 2022      |                                          | Ray Donovan: The Movie            | Lena Burnham            | tévéfilm                                                    |

## Fordítás
- Ez a szócikk részben vagy egészben  a   Katherine Moennig című angol Wikipédia-szócikk ezen változatának fordításán alapul.  Az eredeti cikk szerkesztőit annak laptörténete sorolja fel. Ez a jelzés csupán a megfogalmazás eredetét és a szerzői jogokat jelzi, nem szolgál a cikkben szereplő információk forrásmegjelöléseként.